# Xã Benton, Quận Benton, Iowa
Xã Benton (tiếng Anh: Benton Township) là một xã thuộc quận Benton, tiểu bang Iowa, Hoa Kỳ. Năm 2010, dân số của xã này là 928 người.